# (7989) Pernadavide
(7989) Pernadavide est un astéroïde de la ceinture principale.

## Description
(7989) Pernadavide est un astéroïde de la ceinture principale. Il fut découvert le 2 mars 1981 à Siding Spring par Schelte J. Bus. Il présente une orbite caractérisée par un demi-grand axe de 2,39 UA, une excentricité de 0,20 et une inclinaison de 1,6° par rapport à l'écliptique.

## Compléments